# Acerentulus silvanus
Acerentulus silvanus är en urinsektsart som beskrevs av Andrzej Szeptycki 1991. Acerentulus silvanus ingår i släktet Acerentulus och familjen lönntrevfotingar. Inga underarter finns listade i Catalogue of Life.